# 송선경
송선경(宋仙境), 1968년 11월 8일 ~ )은 대한민국의 방송인이며, 전직 SBS 아나운서이다.

## 학력
- 성심여자대학교 영어영문학과 학사
- 페어리디킨슨대학교대학원 영어교수법 석사

## 진행
- 알뜰살림 주부 퀴즈
- SBS 8 뉴스 - 주말 1992년 12월 6일 ~ 1993년 4월 25일
- MBN 뉴스파노라마  (2003년 2월 17일 ~ 2005년 4월 29일)

1. ↑  참여정부 초대 청와대 대변인이었던 친동생